# فرودگاه آبی لا لوچ
فرودگاه آبی لا لوچ (به انگلیسی: La Loche Water Aerodrome) یک فرودگاه همگانی است که یک باند فرود آب دارد. این فرودگاه در کشور کانادا قرار دارد و در ارتفاع ۴۴۷ متری از سطح دریا واقع شده است.